# Vel'ké Chyndice

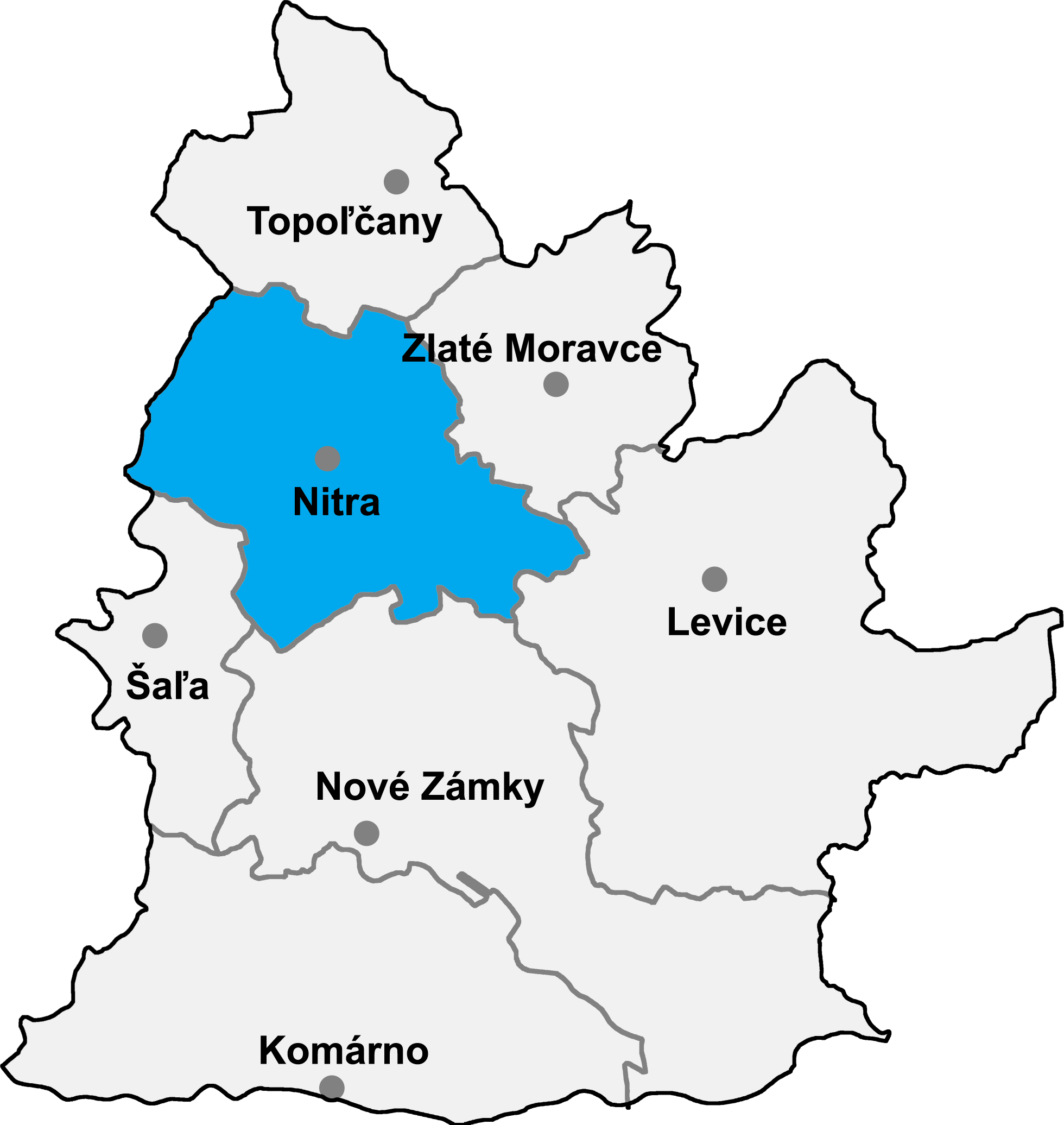
Distriktet Nitra i regionen med samma namn

Veľké Chyndice (ungerska: Nagyhind) är en by och kommun i distriktet Nitra i västra Slovakien, i regionen Nitra.

## Historia
Byn och kommunen upprättades 1234.

## Geografi
Byn ligger på en höjd av 172 meter och har en yta av 5,0496 km².

## Befolkning
Ungefär 345 personer bor i byn, varav ca 75 % är slovaker och 25 % ungrare.